# Marche de la libération queer
 (août 2021).
La marche de la libération queer (Queer Liberation March) est une marche annuelle de protestation LGBT à Manhattan organisée par la Reclaim Pride Coalition comme alternative à la Marche des fiertés de New York .
Un collectif populaire d'activistes et de sympathisants des droits des homosexuels a organisé la première Marche de libération des homosexuels pour coïncider avec la World Pride New-Yorkaise, qui a marqué le 50e anniversaire des émeutes de Stonewall,,,,,. Un an plus tard, la coalition, en solidarité avec Black Lives Matter, a organisé la Queer Liberation March for Black Lives & Against Police Brutality (marche de libération queer pour les vies des personnes noires et contre les violences policières) le 28 juin 2020 , où la manifestation non violente a été confrontée à une action policière qui comprenait l'utilisation de gaz poivré sur les marcheurs,.

## Contexte
Il y a eu une grande marche et un défilé annuels à New York depuis 1970, organisés pour la première fois par le Christopher Street Liberation Day Committee  pour marquer le premier anniversaire des émeutes de Stonewall. Depuis 1984, l'événement grandissant a été produit par l'association à but non lucratif Heritage of Pride . La critique de l'événement de plus en plus institutionnel et lourd de règles a atteint son apogée en 1994 (le 25e anniversaire des émeutes de Stonewall ), entraînant la première Drag March . La marche de la libération queer a été organisée pour protester contre les exigences de parrainage et de participation axées sur les entreprises de la plus grande marche, ce qui a entraîné un duel entre les marches LGBT+ de Manhattan en 2019,. La marche de la libération queer s'est déroulée dans les quartiers chics de la Sixième Avenue à Manhattan, suivant le chemin de la manifestation originale de 1970. La première Marche de la libération queer s'est ainsi déroulée dans la direction opposée de la Marche des fiertés de la ville de New York, qui se déplace au centre-ville sur la Cinquième Avenue sur la majeure partie de son itinéraire.

## Organisation
La Marche de la libération queer a été organisée par la Reclaim Pride Coalition et a été soutenue par des organisations militantes et populaires, notamment ACT UP NY, God's Love We Deliver, Housing Works, NYC Democratic Socialists of America et SAGE. L'avocat des droits civiques Norman Siegel a travaillé avec la ville de New York sur un accord consistant à organiser la marche le même jour que la plus grande marche de la fierté de New York.
La marche a cherché à embrasser les intentions des activistes que certains pensent avoir été perdues dans l'événement des évènements plus grands et plus festifs,,.

## Participation
La marche de 2019 a réuni 8 000 participants à son départ au Stonewall National Monument et est passée à 45 000 personnes au fur et à mesure de la marche,.

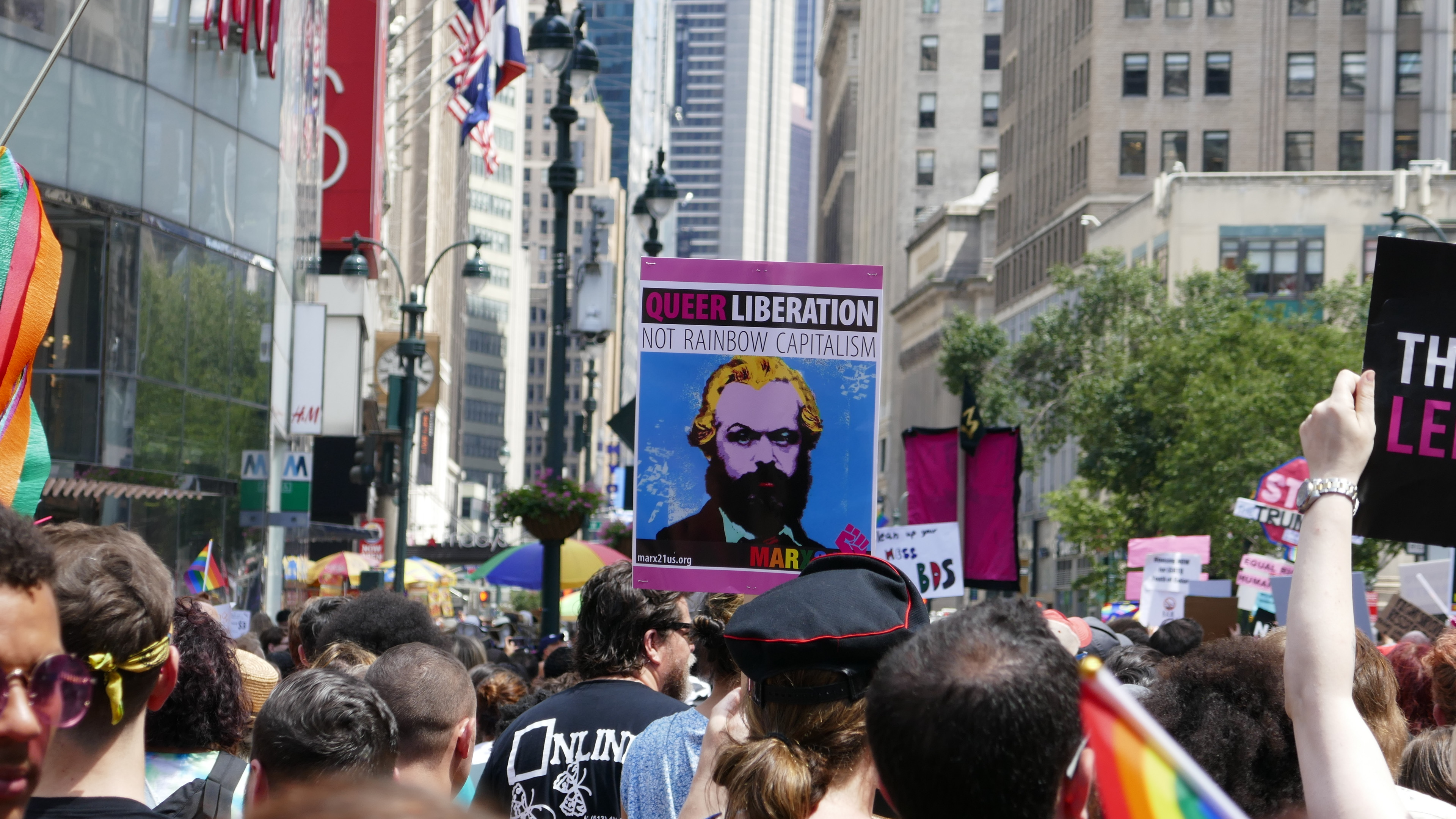
La libération queer, pas le capitalisme arc-en-ciel
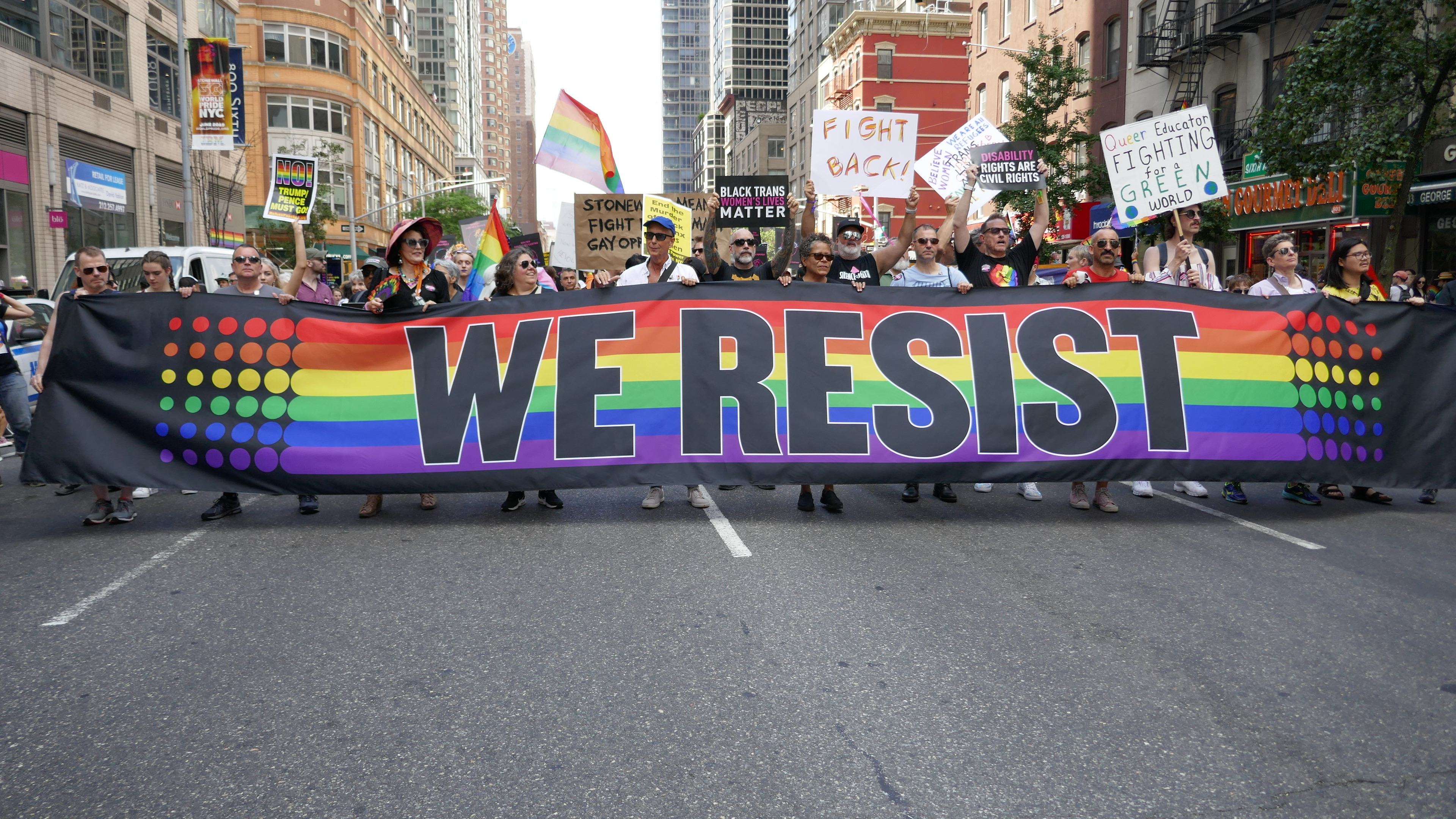
"Nous résistons" à la marche de la libération queer
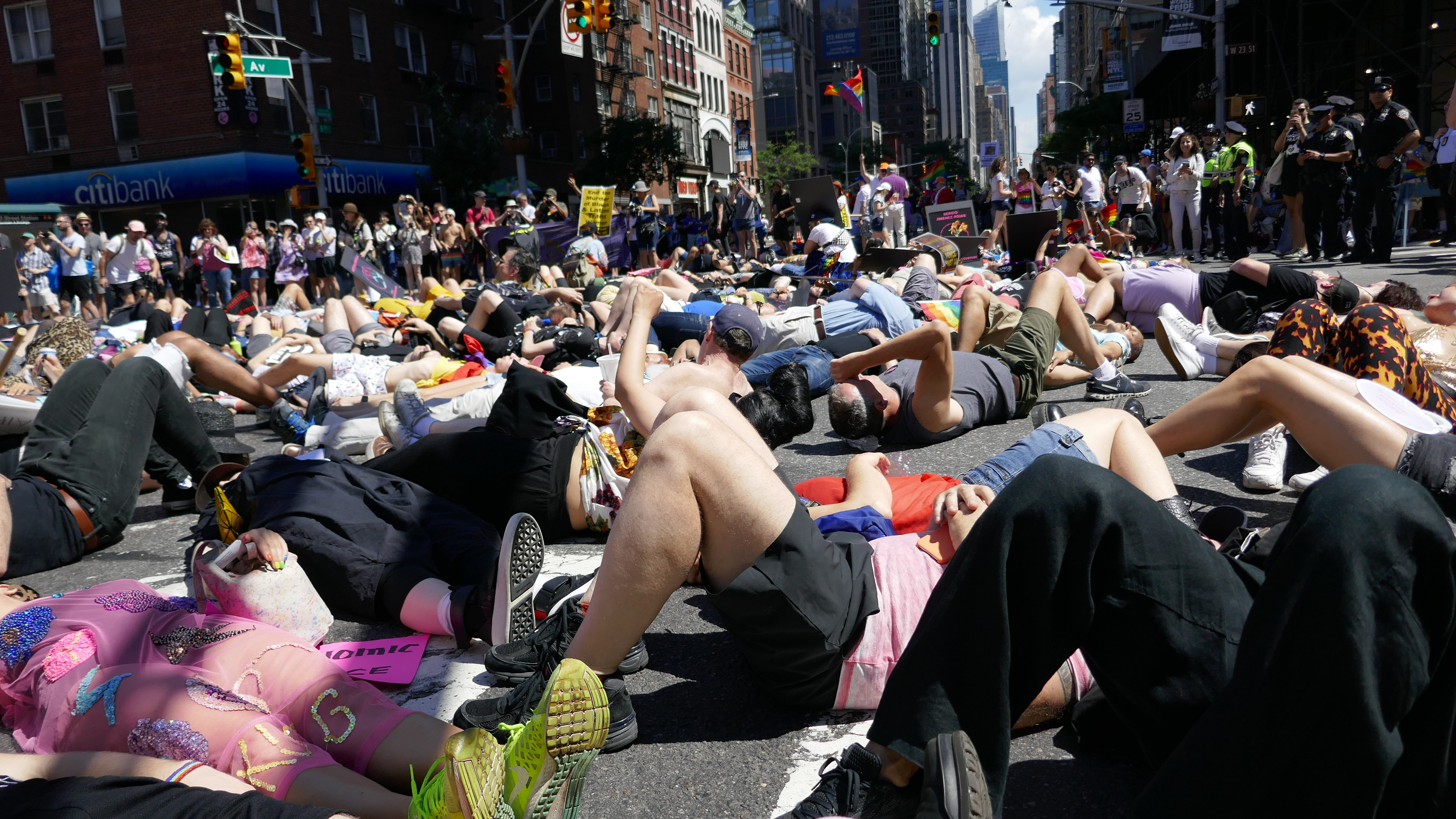
Die-in à la Queer Liberation March sur la 6e Avenue et la 23e Rue à Manhattan.